# Michail Michailowitsch Pomorzew

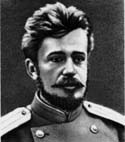
Michail Michailowitsch Pomorzew

Michail Michailowitsch Pomorzew (russisch Михаил Михайлович Поморцев, wiss. Transliteration Michail Michajlovič Pomorcev; * 12. Julijul. / 24. Juli 1851greg. im Dorf Wassiljewschtschina im Gouvernement Nischni Nowgorod; † 19. Junijul. / 2. Juli 1916greg. in Petrograd) war ein russischer Ballonfahrer, Meteorologe und Erfinder.
Pomorzew, ältester Sohn des Artillerieoffiziers Michail Jakowlewitsch Pomorzew, besuchte 1862 bis 1868 das Militärgymnasium in Nischni Nowgorod. Anschließend studierte er an der Artillerieschule in Sankt Petersburg. Nach Abschluss der Ausbildung wurde er einer Artilleriebrigade im Westen der Ukraine zugeteilt, später nach Bessarabien versetzt. 1875 wurde er zu einem 6-monatigen Lehrgang in Geodäsie an die Akademie des Generalstabs in Sankt Petersburg abkommandiert. Zurück in Bessarabien lernte er die 18-jährige Stefanija Lukinitschna Brschostowskaja kennen, die er noch im selben Jahr heiratete. 1876 wurde der Sohn Wladimir geboren. Nach einem weiteren Studium an der Akademie des Generalstabs wurde Pomorzew 1878 an das Pulkowo-Observatorium abkommandiert. Neben der Geodäsie interessierte er sich nun vor allem für Meteorologie.
1880 kehrte er nach Sankt Petersburg zurück. 1882 bekam er eine Stelle an der militärmedizinischen Akademie, wo er 17 Jahre bleiben und seine wichtigsten Arbeiten auf aeronautischem und meteorologischem Gebiet durchführen sollte. Zunächst beschäftigte er sich mit der Konstruktion militärischer Entfernungsmesser. 1889 verfasste er das Lehrbuch der Wettervorhersage, eines der ersten Bücher über Synoptische Meteorologie. 1891 führte die Russische Technische Gesellschaft auf Initiative Pomorzews drei wissenschaftliche Ballonaufstiege durch. 1891 erschien seine Arbeit Wissenschaftliche Ergebnisse von vierzig in Russland ausgeführten Luftfahrten, in der er vertikale Profile der Temperatur, der Luftfeuchtigkeit und des Windes darstellte. Die Arbeit wurde mit der Goldmedaille der Russischen Geografischen Gesellschaft ausgezeichnet. In Absprache mit dem deutschen Meteorologen Richard Aßmann fanden 1893 simultane wissenschaftliche Ballonfahrten in Berlin (ausgeführt von Arthur Berson), Sankt Petersburg (Pomorzew) und Stockholm (Salomon August Andrée) statt. Pomorzew setzte auch Pilotballons ein und entwickelte Geräte, mit denen er die Bahn des Ballons aus Bodenbeobachtungen berechnen konnte. Zur Bestimmung von Geschwindigkeit und Richtung der Wolkenbewegung entwickelte er 1894 ein Nephoskop. Auf der Weltausstellung 1900 in Paris war Pomorzew Mitglied der Jury. Die französische Regierung verlieh ihm den Orden der Ehrenlegion.
1902 gab Pomorzew die praktische Betätigung auf dem Gebiet der Aerologie auf und wandte sich den Flugapparaten schwerer als Luft zu. Auf seine Initiative hin wurden Mittel für militärische Raketenexperimente bereitgestellt, die er in Sankt Petersburg und Sewastopol durchführte. Zwischen 1902 und 1905 testete er etwa 20 verschiedene Stabilisatoren um die Genauigkeit der Raketen zu verbessern. Seine Raketen hatten bei einer Masse von 10 bis 12 kg eine Reichweite von 8 bis 9 km.
1904 erhielt er auf der Internationalen Hygieneausstellung in Marseille eine Goldmedaille für seine Arbeiten auf dem Gebiet der Meteorologie. Pomorzew betätigte sich nun auf sehr verschiedenen Gebieten. Er entwickelte einen Fallschirm und wasserundurchlässiges, aber luftdurchlässiges Gewebe. 1906 gab Pomorzew die Raketenexperimente auf, und 1907 schied er im Rang eines Generalmajors aus dem Militärdienst aus. Abgesichert durch eine Pension forschte er weiter. Durch die Vermittlung Nikolai Jegorowitsch Schukowskis arbeitete Pomorzew 1912 am Luftfahrt-Laboratorium in Moskau. Hier projektierte er ein Flugzeug mit veränderlichem Anstellwinkel der Tragflächen, das er patentieren ließ.
Pomorzew erlag 1916 in Petrograd einem Herzleiden und wurde auf dem Friedhof von Ochta beigesetzt. 
Nach ihm ist der Mondkrater Pomortsev benannt.